# ميخائيل بريثويت
ميخائيل بريثويت هو مجدف كندي، ولد في 2 مارس 1987 في دنكان، كولومبيا البريطانية ‏ في كندا.

## وصلات خارجية
- ميخائيل بريثويت على موقع الاتحاد الدولي للتجديف (الإنجليزية)
- ميخائيل بريثويت على موقع اللجنة الأولمبية الدولية (الإنجليزية)
- ميخائيل بريثويت على موقع أوليمبيديا (الإنجليزية)
- ميخائيل بريثويت على موقع اللجنة الأولمبية الكندية (الإنجليزية)